# Wolfchant
I Wolfchant sono un gruppo Epic Pagan Metal nato nel 2003 a St. Oswald, nella Bassa Baviera. I temi trattano di mitologia nordica e di paganesimo.

## Formazione

### Formazione attuale
- Lohki - voce
- Nortwin - voce clean
- Skaahl - chitarra solista
- Ragnar - chitarra ritmica
- Norgahd - batteria
- Gvern - tastiera

### Sessioni e concerti
- Sarolv - basso (2011-presente)

### Ex componenti
- Gaahnt - chitarra (2003-2005), basso (2005-2007)
- Derrmorh - chitarra ritmica (2005-2010)
- Nattulv - basso (2007-2008)
- Bahznar - basso (2008-2011)

## Discografia

### Demo
- 2004 - The Herjan Trilogy
- 2004 - The Fangs of the Southern Death

### Full-length
- 2005 - Bloody Tales of Disgraced Lands
- 2007 - A Pagan Storm
- 2009 - Determined Damnation
- 2011 - Call of the Black Winds
- 2013 - Embraced by Fire
- 2017 - Blood Winter